# Bộ trưởng Tài chính (Nhật Bản)
Bộ trưởng Tài chính (財務大臣 (Tài vụ Đại thần) Zaimu Daijin) là thành viên của Nội các Nhật Bản phụ trách Bộ Tài chính. Vị trí này trước đây được coi là chức vụ quyền lực nhất Nhật Bản và thế giới, bởi vì Nhật Bản trong lịch sử đã nắm giữ dự trữ ngoại hối lớn nhất thế giới. Ngày nay, quyền lực này đã được chuyển cho các thống đốc Ngân hàng Nhật Bản, do vị trí của Nhật Bản là chủ nợ có tỷ lệ thấp nhất và lớn nhất thế giới.

## Danh sách Bộ trưởng

### Dân bộ・Đại tàng khanh(民部・大蔵卿)
Quy ước:
- Dân bộ: Bộ chuyên trách về các vấn đề trong nhân dân Nhật Bản
- Đại tàng khanh: Quan Tài chính (theo cách gọi triều chính thời Minh Trị)
- Đại tàng thứ quan: Chức vụ thấp hơn Đại Tàng khanh
- Hội nghiên cứu Quý tộc viện: Nhóm nghiên cứu Quý tộc viện, mang vai trò như cố vấn tài chính cho Quý tộc viện
- Cựu Đại tàng Đại thần: Từng giữ chức Đại Tàng Đại thần trước đó
- Những người có tên in đậm là các Thủ tướng đã, đang và sẽ nhậm chức

| TT | Đại tàng khanh | Đại tàng khanh       | Nhiệm kỳ | Xuất thân                        |
| -- | -------------- | -------------------- | --- | -------------------------------- |
| 1  |                | Matsudaira Yoshinaga | 11 tháng 8 năm 1869 * (16 tháng 9 năm 1869) - 24 tháng 8 năm 1869 (29 tháng 9 năm 1869) * Từ 8 tháng 7 với tư cách là Lãnh chúa Minbu.                                 | Cựu lãnh chúa phong kiến Fukui   |
| 2  |                | Date Munenari        | 12 tháng 9 năm 1869 (16 tháng 10 năm 1869) - 27 tháng 4 năm 1871 (14 tháng 6 năm 1871) * * Dân bộ, cho đến 10 tháng 7 năm 1870.                                        | Cựu lãnh chúa phong kiến Uwajima |
| -  |                | Ōki Takatō           | 10 tháng 7 năm 1870 - 27 tháng 7 năm 1871 (11 tháng 9 năm 1871)◆ ・ Dân bộ, thế hệ thứ ba (cuối cùng).                                                                 | Hizen                            |
| 3  |                | Ōkubo Toshimichi     | 27 tháng 6 năm 1871 (13 tháng 8 năm 1871) - 12 tháng 10 năm 1873 ◆ 27 tháng 7 năm 1871 (11 tháng 9 năm 1871), Bộ Bình dân được hợp nhất với Bộ Tài chính và bị bãi bỏ. | Satsuma                          |
| 4  |                | Ōkuma Shigenobu      | 25 tháng 10 năm 1873 - 28 tháng 2 năm 1880 | Hizen                            |
| 5  |                | Sano Tsunetami       | 28 tháng 2 năm 1880 - 21 tháng 10 năm 1881 | Hizen                            |
| 6  |                | Matsukata Masayoshi  | 21 tháng 10 năm 1881 - 22 tháng 12 năm 1885 | Satsuma                          |

### Đại tàng Đại thần (大蔵大臣 -Hiến pháp cũ)
| TT | Đại tàng Đại thần | Đại tàng Đại thần                                      | Nội các                                                                     | Nhiệm kỳ                                       | Xuất thân                                                                                         |
| -- | ----------------- | ------------------------------------------------------ | --------------------------------------------------------------------------- | ---------------------------------------------- | ------------------------------------------------------------------------------------------------- |
| 1  |                   | Matsukata Masayoshi                                    | Nội các Itō lần 1 Nội các Kuroda Nội các Yamagata lần 1 Nội các Matsukata 1 | 22 tháng 12 năm 1885 - 8 tháng 8 năm 1892      | Tát Ma phiệt                                                                                      |
| 2  |                   | Watanabe Kunitake                                      | Nội các Itō lần 2                                                           | 8 tháng 8 năm 1892 - 17 tháng 3 năm 1895       | Tát Ma phiệt                                                                                      |
| 3  |                   | Matsukata Masayoshi (kiêm nhiệm với Watanabe Kunitake) | Nội các Itō lần 2                                                           | 17 tháng 3 năm 1895 - 27 tháng 8 năm 1895      | Tát Ma phiệt                                                                                      |
| 4  |                   | Watanabe Kunitake                                      | Nội các Itō lần 2                                                           | 27 tháng 8 năm 1895 - 18 tháng 9 năm 1896      | Tát Ma phiệt                                                                                      |
| 5  |                   | Matsukata Masayoshi (kiêm nhiệm với Watanabe Kunitake) | Nội các Matsukata 2                                                         | 18 tháng 9 năm 1896 - 12 tháng 1 năm 1898      | Tát Ma phiệt                                                                                      |
| 6  |                   | Inoue Kaoru                                            | Nội các Itō lần 3                                                           | 12 tháng 1 năm 1898 – 30 tháng 6 năm 1898      | Trường Châu phiệt                                                                                 |
| 7  |                   | Matsuda Masahisa                                       | Nội các Ōkuma lần 1                                                         | 30 tháng 6 năm 1898 – 8 tháng 11 năm 1898      | Hiến Chính hội                                                                                    |
| 8  |                   | Matsukata Masayoshi                                    | Nội các Yamagata lần 2                                                      | 8 tháng 11 năm 1898 – 19 tháng 10 năm 1900     | Tát Ma phiệt                                                                                      |
| 9  |                   | Watanabe Kunitake                                      | Nội các Itō lần 4                                                           | 19 tháng 10 năm 1900 - 14 tháng 5 năm 1901     | Chính Hữu hội                                                                                     |
| -  |                   | Saionji Kinmochi (quyền)                               | Nội các Itō lần 4                                                           | 14 tháng 5 năm 1901 - 2 tháng 6 năm 1901       | Chính Hữu hội                                                                                     |
| 10 |                   | Sone Arasuke                                           | Nội các Katsura lần 1                                                       | 2 tháng 6 năm 1901 – 7 tháng 1 năm 1906        | Trường Châu phiệt                                                                                 |
| 11 |                   | Sakatani Yoshiro                                       | Nội các Saionji lần 1                                                       | 7 tháng 1 năm 1906 – 14 tháng 1 năm 1908       | Đại Tàng Tỉnh                                                                                     |
| 12 |                   | Matsuda Masahisa                                       | Nội các Saionji lần 1                                                       | 14 tháng 1 năm 1908 - 14 tháng 7 năm 1908      | Hiến Chính hội                                                                                    |
| 13 |                   | Katsura Tarō (kiêm nhiệm cùng chức Thủ tướng)          | Nội các Katsura lần 2                                                       | 14 tháng 7 năm 1908 – 30 tháng 8 năm 1911      | Trường Châu phiệt                                                                                 |
| 14 |                   | Yamamoto Tatsuo                                        | Nội các Saionji lần 2                                                       | 30 tháng 8 năm 1911 – 21 tháng 12 năm 1912     | Giới Tài chính (Thống đốc Ngân hàng Nhật Bản → Giám đốc Ngân hàng Nihon Kangyō）                  |
| 15 |                   | Wakatsuki Reijirō                                      | Nội các Katsura lần 3                                                       | 21 tháng 12 năm 1912 – 20 tháng 2 năm 1913     | Đại Tàng Tỉnh → Thành viên Quý tộc viện                                                           |
| 16 |                   | Takahashi Korekiyo                                     | Nội các Yamamoto lần 1                                                      | 20 tháng 2 năm 1913 – 16 tháng 4 năm 1914      | Chính Hữu hội                                                                                     |
| 17 |                   | Wakatsuki Reijirō                                      | Nội các Ōkuma lần 2                                                         | 16 tháng 4 năm 1914 - 10 tháng 8 năm 1915      | Đại Tàng Tỉnh → Thành viên Quý tộc viện                                                           |
| 18 |                   | Taketomi Tokitoshi                                     | Nội các Ōkuma lần 2                                                         | 10 tháng 8 năm 1915 - 9 tháng 10 năm 1916      | Lập hiến Đồng chí hội                                                                             |
| 19 |                   | Terauchi Masatake (kiêm nhiệm cùng chức Thủ tướng)     | Nội các Terauchi                                                            | 9 tháng 10 năm 1916 - 16 tháng 12 năm 1916     | Trường Châu phiệt                                                                                 |
| 20 |                   | Shōda Kazue                                            | Nội các Terauchi                                                            | 16 tháng 12 năm 1916 - 29 tháng 9 năm 1918     | Hội nghiên cứu Quý tộc viện                                                                       |
| 21 |                   | Takahashi Korekiyo                                     | Nội các Hara Nội các Takahashi                                              | 29 tháng 9 năm 1918 - 12 tháng 6 năm 1922      | Chính Hữu hội                                                                                     |
| 22 |                   | Ichiki Otohiko                                         | Nội các Katō Tomosaburō                                                     | 12 tháng 6 năm 1922 - 2 tháng 9 năm 1923       | Đại Tàng thứ quan → Hội nghiên cứu Quý tộc viện                                                   |
| 23 |                   | Inoue Junnosuke                                        | Nội các Yamamoto lần 2                                                      | 2 tháng 9 năm 1923 - 7 tháng 1 năm 1924        | Thống đốc Ngân hàng Nhật Bản → Quý tộc viện độc lập                                               |
| 24 |                   | Shōda Kazue                                            | Nội các Kiyoura                                                             | 7 tháng 1 năm 1924 - 11 tháng 6 năm 1924       | Hội nghiên cứu Quý tộc viện                                                                       |
| 25 |                   | Hamaguchi Osachi                                       | Nội các Katō Takaaki Nội các Wakatsuki lần 1                                | 11 tháng 6 năm 1924 - 3 tháng 6 năm 1926       | Hiến Chính hội                                                                                    |
| 26 |                   | Hayami Seiji                                           | Nội các Wakatsuki lần 1                                                     | 3 tháng 6 năm 1926 - 19 tháng 9 năm 1926       | Hiến Chính hội                                                                                    |
| 27 |                   | Kataoka Naoharu                                        | Nội các Wakatsuki lần 1                                                     | Ngày 19 tháng 9 năm 1926 - 20 tháng 4 năm 1927 | Hiến Chính hội                                                                                    |
| 28 |                   | Takahashi Korekiyo                                     | Nội các Tanaka Giichi                                                       | 20 tháng 4 năm 1927 - 2 tháng 6 năm 1927       | Chính Hữu hội                                                                                     |
| 29 |                   | Mitsuchi Chūzō                                         | Nội các Tanaka Giichi                                                       | 2 tháng 6 năm 1927 - 2 tháng 7 năm 1929        | Chính Hữu hội                                                                                     |
| 30 |                   | Inoue Junnosuke                                        | Nội các Hamaguchi Nội các Wakatsuki lần 2                                   | 2 tháng 7 năm 1929 - 13 tháng 12 năm 1931      | Lập hiến Dân chính hội                                                                            |
| 31 |                   | Takahashi Korekiyo                                     | Nội các Inukai Nội các Saitō                                                | 13 tháng 12 năm 1931 - 8 tháng 7 năm 1934      | Chính Hữu hội                                                                                     |
| 32 |                   | Fujii Sadanobu                                         | Nội các Okada                                                               | 8 tháng 7 năm 1934 - 27 tháng 11 năm 1934      | Đại Tàng thứ quan                                                                                 |
| 33 |                   | Takahashi Korekiyo                                     | Nội các Okada                                                               | 27 tháng 11 năm 1934 - 22 tháng 2 năm 1936     | Chính Hữu hội                                                                                     |
| 34 |                   | Machida Chūji (kiêm nhiệm với Takahashi Korekiyo)      | Nội các Okada                                                               | 22 tháng 2 năm 1936 - 9 tháng 3 năm 1936       | Dân Chính hội                                                                                     |
| 35 |                   | Baba Eiichi                                            | Nội các Hirota                                                              | 9 tháng 3 năm 1936 – 2 tháng 2 năm 1937        | Thống đốc Ngân hàng → Hội nghiên cứu Quý tộc viện                                                 |
| 36 |                   | Yūki Toyotarō                                          | Nội các Hayashi                                                             | 2 tháng 2 năm 1937 – 4 tháng 6 năm 1937        | Giới Tài chính (Thống đốc Ngân hàng Nhật Bản → Giám đốc Ngân hàng Nihon Kangyō)                   |
| 37 |                   | Kaya Okinori                                           | Nội các Konoe lần 1                                                         | 4 tháng 6 năm 1937 - 26 tháng 5 năm 1938       | Đại Tàng thứ quan                                                                                 |
| 38 |                   | Ikeda Shigeaki                                         | Nội các Konoe lần 1                                                         | 26 tháng 5 năm 1938 - 5 tháng 1 năm 1939       | Giới Tài chính (Mitsui Zaibatsu → Thống đốc Ngân hàng Nhật Bản)                                   |
| 39 |                   | Ishiwata Sōtarō                                        | Nội các Hiranuma                                                            | 5 tháng 1 năm 1939 – 30 tháng 8 năm 1939       | Đại Tàng thứ quan                                                                                 |
| 40 |                   | Aoki Kazuo                                             | Nội các Abe Nobuyuki                                                        | 30 tháng 8 năm 1939 – 16 tháng 1 năm 1940      | Vụ trưởng Đại Tàng tỉnh → Viện trưởng Viện Quy hoạch → Hội nghiên cứu Quý tộc viện                |
| 41 |                   | Sakurauchi Yukio                                       | Nội các Yonai                                                               | 16 tháng 1 năm 1940 – 22 tháng 7 năm 1940      | Đảng Dân chính                                                                                    |
| 42 |                   | Kawada Isao                                            | Nội các Konoe lần 2                                                         | 22 tháng 7 năm 1940 – 18 tháng 7 năm 1941      | Đại Tàng thứ quan → Hội nghiên cứu Quý tộc viện                                                   |
| 43 |                   | Ogura Masatsune                                        | Nội các Konoe lần 3                                                         | 18 tháng 7 năm 1941 - 18 tháng 10 năm 1941     | Giới Tài chính (Sumitomo Zaibatsu → Thống đốc Ngân hàng Nhật Bản)                                 |
| 44 |                   | Kaya Okinori                                           | Nội các Tōjō                                                                | 18 tháng 10 năm 1941 -19 tháng 2 năm 1944      | Cựu Đại Tàng Đại thần                                                                             |
| 45 |                   | Ishiwata Sōtarō                                        | Nội các Tōjō Nội các Koiso                                                  | 19 tháng 2 năm 1944 - 21 tháng 2 năm 1945      | Cựu Đại Tàng Đại thần → Hội nghiên cứu Quý tộc viện                                               |
| 46 |                   | Tsushima Juichi                                        | Nội các Koiso                                                               | 21 tháng 2 năm 1945 - 7 tháng 4 năm 1945       | Đại Tàng thứ quan (Phó Thống đốc Ngân hàng Nhật Bản → Chủ tịch Phát triển Bắc Trung Quốc)         |
| 47 |                   | Hirose Toyosaku                                        | Nội các Suzuki Kantarō                                                      | 7 tháng 4 năm 1945 – 17 tháng 8 năm 1945       | Đại Tàng thứ quan (Luật sư → Cố vấn quân sự quân đội viễn chinh miền Nam)                         |
| 48 |                   | Tsushima Juichi                                        | Nội các Hirashikuni                                                         | 17 tháng 8 năm 1945 – 9 tháng 10 năm 1945      | Cựu Đại Tàng Đại thần                                                                             |
| 49 |                   | Shibusawa Keizō                                        | Nội các Shindehara                                                          | 9 tháng 10 năm 1945 – 22 tháng 5 năm 1946      | Giới Tài chính (Shibusawa Zaibatsu → Ngân hàng Daiichi Bank, Ltd. → Thống đốc Ngân hàng Nhật Bản) |
| 50 |                   | Ishibashi Tanzan                                       | Nội các Yoshida lần 1                                                       | 22 tháng 5 năm 1946 - 24 tháng 5 năm 1947      | Giới Tài chính (Sumitomo Zaibatsu →Giám đốc/Chủ tịch cuả Toyo Keizai Inc.)                        |

### Đại tàng Đại thần (大蔵大臣 -Hiến pháp mới)
| TT  | Đại tàng Đại thần                                          | Đại tàng Đại thần                                  | Nội các                                                                               | Nhiệm kỳ                                    | Đảng                                                             |
| --- | ---------------------------------------------------------- | -------------------------------------------------- | ------------------------------------------------------------------------------------- | ------------------------------------------- | ---------------------------------------------------------------- |
| -   |                                                            | Katayama Tetsu (kiêm nhiệm cùng chức Thủ tướng)    | Nội các Katayama                                                                      | 24 tháng 5 năm 1947 - 1 tháng 6 năm 1947    | Đảng Xã hội                                                      |
| 51  |                                                            | Yano Shōtarō                                       | Nội các Katayama                                                                      | 1 tháng 6 năm 1947 - 25 tháng 6 năm 1947    | Đảng Dâm chủ                                                     |
| 52  |                                                            | Kurusu Takeo                                       | Nội các Katayama                                                                      | 25 tháng 6 năm 1947 - 10 tháng 3 năm 1948   | Lục phong hội (Tham Nghị viện)                                   |
| 53  |                                                            | Kitamura Tokutarō                                  | Nội các Ashida                                                                        | 10 tháng 3 năm 1948 - 15 tháng 10 năm 1948  | Đảng Dân chủ                                                     |
| -   |                                                            | Yoshida Shigeru (kiêm nhiệm cùng chức Thủ tướng)   | Nội các Yoshida lần 2                                                                 | 15 tháng 10 năm 1948 - 19 tháng 10 năm 1948 | Đảng Tự do Dân chủ                                               |
| 54  |                                                            | Izumiyama Sanroku                                  | Nội các Yoshida lần 2                                                                 | 19 tháng 10 năm 1948 - 14 tháng 12 năm 1948 | Đảng Tự do Dân chủ                                               |
| -   |                                                            | Ōya Shinzō (quyền)                                 | Nội các Yoshida lần 2                                                                 | 14 tháng 12 năm 1948 -16 tháng 2 năm 1949   | Đảng Tự do Dân chủ                                               |
| 55  |                                                            | Ikeda Hayato                                       | Nội các Yoshida lần 3 - Cải tổ lần 1 - Cải tổ lần 2 - Cải tổ lần 3                    | 16 tháng 2 năm 1949 - 30 tháng 10 năm 1952  | Đảng Tự do Dân chủ → Đảng Tự do                                  |
| 56  |                                                            | Mukai Tadaharu                                     | Nội các Yoshida lần 4                                                                 | 30 tháng 10 năm 1952 - 21 tháng 5 năm 1953  | Độc lập（Mitsui Zaibatsu → Thư ký Cơ quan Thương mại）           |
| 57  |                                                            | Ogasawara Sankurō                                  | Nội các Yoshida lần 5                                                                 | 21 tháng 5 năm 1953 – 10 tháng 12 năm 1954  | Đảng Tự do                                                       |
| 58  |                                                            | Ichimada Hisato                                    | Nội các Hatoyama Ichiō lần 1                                                          | 10 tháng 12 năm 1954 – 19 tháng 3 năm 1955  | Độc lập (Thống đốc Ngân hàng Nhật Bản)                           |
| 59  | Nội các Hatoyama Ichiō lần 2                               | Ichimada Hisato                                    | 19 tháng 3 năm 1955 - 22 tháng 11 năm 1956                                            | Đảng Dân chủ Nhật Bản→ Đảng Dân chủ Tự do   |                                                                  |
| 60  | Nội các Hatoyama Ichiō lần 3                               | Ichimada Hisato                                    | 22 tháng 11 năm 1956 – 23 tháng 12 năm 1956                                           | Đảng Dân chủ Nhật Bản→ Đảng Dân chủ Tự do   |                                                                  |
| 61  |                                                            | Ikeda Hayato                                       | Nội các Ishibashi                                                                     | 23 tháng 12 năm 1956 – 31 tháng 1 năm 1957  | Đảng Dân chủ Tự do                                               |
| 62  | Nội các Kishi lần 1                                        | Ikeda Hayato                                       | 31 tháng 1 năm 1957 - 10 tháng 7 năm 1957                                             |                                             | Đảng Dân chủ Tự do                                               |
| 63  |                                                            | Ichimada Hisato                                    | Nội các Kishi lần 1 - Cải tổ                                                          | 10 tháng 7 năm 1957 - 12 tháng 6 năm 1958   | Đảng Dân chủ Tự do                                               |
| 64  |                                                            | Satō Eisaku                                        | Nội các Kishi lần 2 - Cải tổ                                                          | 12 tháng 6 năm 1958 - 19 tháng 7 năm 1960   | Đảng Dân chủ Tự do                                               |
| 65  |                                                            | Mizuta Mikio                                       | Nội các Ikeda lần 1                                                                   | 19 tháng 7 năm 1960 - 12 tháng 8 năm 1960   | Đảng Dân chủ Tự do                                               |
| 66  | Nội các Ikeda lần 2 - Cải tổ lần 1                         | Mizuta Mikio                                       | 8 tháng 12 năm 1960 - 18 tháng 7 năm 1962                                             |                                             | Đảng Dân chủ Tự do                                               |
| 67  |                                                            | Tanaka Kakuei                                      | Nội các Ikeda lần 2 - Cải tổ lần 2 - Cải tổ lần 3                                     | 18 tháng 7 năm 1962 - 9 tháng 12 năm 1963   | Đảng Dân chủ Tự do                                               |
| 68  | Nội các Ikeda lần 3 - Cải tổ                               | Tanaka Kakuei                                      | 9 tháng 12 năm 1963 - 9 tháng 11 năm 1964                                             |                                             | Đảng Dân chủ Tự do                                               |
| 69  | Nội các Satō lần 1                                         | Tanaka Kakuei                                      | 9 tháng 11 năm 1964 - 3 tháng 6 năm 1965                                              |                                             | Đảng Dân chủ Tự do                                               |
| 70  |                                                            | Fukuda Takeo                                       | Nội các Satō lần 1 - Cải tổ lần 1 - Cải tổ lần 2                                      | 3 tháng 6 năm 1965 - 3 tháng 12 năm 1966    | Đảng Dân chủ Tự do                                               |
| 71  |                                                            | Mizuta Mikio                                       | Nội các Satō lần 1 - Cải tổ lần 3                                                     | 3 tháng 12 năm 1966 17 tháng 2 năm 1967     | Đảng Dân chủ Tự do                                               |
| 72  | Nội các Satō lần 2 - Cải tổ lần 1                          | Mizuta Mikio                                       | 7 tháng 2 năm 1967 - 30 tháng 11 năm 1968                                             |                                             | Đảng Dân chủ Tự do                                               |
| 73  |                                                            | Fukuda Takeo                                       | Nội các Satō lần 2 - Cải tổ lần 2                                                     | 30 tháng 11 năm 1968 - 14 tháng 1 năm 1970  | Đảng Dân chủ Tự do                                               |
| 74  | Nội các Satō lần 3                                         | Fukuda Takeo                                       | 14 tháng 1 năm 1970 - 5 tháng 7 năm 1971                                              |                                             | Đảng Dân chủ Tự do                                               |
| 75  |                                                            | Mizuta Mikio                                       | Nội các Satō lần 3 - Cải tổ                                                           | 5 tháng 7 năm 1971 - 7 tháng 7 năm 1972     | Đảng Dân chủ Tự do                                               |
| 76  |                                                            | Koshiro Ueki                                       | Nội các Tanaka Kakuei lần 1                                                           | 7 Tháng Bảy 1972 - 22 tháng 12 năm 1972     | Đảng Dân chủ Tự do                                               |
| 77  |                                                            | Aichi Kiichi                                       | Nội các Tanaka Kakuei lần 2                                                           | 22 tháng 12 năm 1972 - 23 tháng 11 năm 1973 | Đảng Dân chủ Tự do                                               |
| -   |                                                            | Tanaka Kakuei (kiêm nhiệm cùng chức Thủ tướng)     | Nội các Tanaka Kakuei lần 2                                                           | 23 tháng 11 năm 1973 - 25 tháng 11 năm 1973 | Đảng Dân chủ Tự do                                               |
| 78  |                                                            | Fukuda Takeo                                       | Nội các Tanaka Kakuei lần 2 - Cải tổ lần 1                                            | 25 tháng 11 năm 1973 - 16 tháng 7 năm 1974  | Đảng Dân chủ Tự do                                               |
| 79  |                                                            | Ōhira Masayoshi                                    | Nội các Tanaka Kakuei lần 2 - Cải tổ lần 1 Nội các Tanaka Kakuei lần 2 - Cải tỏ lần 2 | 16 tháng 7 năm 1974 - 9 tháng 12 năm 1974   | Đảng Dân chủ Tự do                                               |
| 80  | Nội các Miki - Cải tổ                                      | Ōhira Masayoshi                                    | 9 tháng 12 năm 1974 - 24 tháng 12 năm 1976                                            |                                             | Đảng Dân chủ Tự do                                               |
| 81  |                                                            | Bō Hideo                                           | Nội các Fukuda Takeo                                                                  | 14 tháng 12 năm 1976 - 28 tháng 11 năm 1977 | Đảng Dân chủ Tự do                                               |
| 82  |                                                            | Murayama Tatsuo                                    | Nội các Fukuda Takeo - Cải tổ                                                         | 28 tháng 11 năm 1977 - 7 tháng 12 năm 1978  | Đảng Dân chủ Tự do                                               |
| 83  |                                                            | Kaneko Ippei                                       | Nội các Ōhira lần 1                                                                   | 7 tháng 12 năm 1978 - 9 tháng 11 năm 1979   | Đảng Dân chủ Tự do                                               |
| 84  |                                                            | Takeshita Noboru                                   | Nội các Ōhira lần 2                                                                   | 9 tháng 11 năm 1979 - 17 tháng 7 năm 1980   | Đảng Dân chủ Tự do                                               |
| 85  |                                                            | Watanabe Michio                                    | Nội các Suzuki Zenkō - Cải tổ                                                         | 17 tháng 7 năm 1980 - 27 tháng 11 năm 1982  | Đảng Dân chủ Tự do                                               |
| 86  |                                                            | Takeshita Noboru                                   | Nội các Nakasone lần 1                                                                | 27 tháng 11 năm 1982 - 27 tháng 12 năm 1983 | Đảng Dân chủ Tự do                                               |
| 87  | Nội các Nakasone lần 2 - Cải tổ lần 1 - Cải tổ lần 2       | Takeshita Noboru                                   | 27 tháng 12 năm 1983 - 22 tháng 7 năm 1986                                            |                                             | Đảng Dân chủ Tự do                                               |
| 88  |                                                            | Miyazawa Kiichi                                    | Nội các Nakasone lần 3                                                                | 22 tháng 7 năm 1986 - 6 tháng 11 năm 1987   | Đảng Dân chủ Tự do                                               |
| 89  | Nội các Takeshita                                          | Miyazawa Kiichi                                    | 6 tháng 11 năm 1987 - 9 tháng 12 năm 1988                                             |                                             | Đảng Dân chủ Tự do                                               |
| 90  |                                                            | Takeshita Noboru (kiêm nhiệm cùng chức Thủ tướng)  | Nội các Takeshita                                                                     | 9 tháng 12 năm 1988 - 24 tháng 12 năm 1988  | Đảng Dân chủ Tự do                                               |
| 91  |                                                            | Murayama Tatsuo                                    | Nội các Takeshita - Cải tổ                                                            | 24 tháng 12 năm 1988 - 3 tháng 6 năm 1989   | Đảng Dân chủ Tự do                                               |
| 92  | Nội các Uno                                                | Murayama Tatsuo                                    | 3 tháng 6 năm 1989 - 10 tháng 8 năm 1989                                              |                                             | Đảng Dân chủ Tự do                                               |
| 93  |                                                            | Hashimoto Ryūtarō                                  | Nội các Kaifu lần 1                                                                   | 10 tháng 8 năm 1989 - 28 tháng 2 năm 1990   | Đảng Dân chủ Tự do                                               |
| 94  | Nội các Kaifu lần 2 - Cải tổ                               | Hashimoto Ryūtarō                                  | 28 tháng 2 năm 1990 - 14 tháng 10 năm 1991                                            |                                             | Đảng Dân chủ Tự do                                               |
| 95  |                                                            | Kaifu Toshiki (kiêm nhiệm cùng chức Thủ tướng)     | Nội các Kaifu lần 2 - Cải tổ                                                          | 14 tháng 10 năm 1991 - 5 tháng 11 năm 1991  | Đảng Dân chủ Tự do                                               |
| 96  |                                                            | Hata Tsutomu                                       | Nội các Miyazawa                                                                      | 5 tháng 11 năm 1991 - 12 tháng 12 năm 1992  | Đảng Dân chủ Tự do                                               |
| 97  |                                                            | Hayashi Yoshiro                                    | Nội các Miyazawa - Cải tổ                                                             | 12 tháng 12 năm 1992 - 9 tháng 8 năm 1993   | Đảng Dân chủ Tự do                                               |
| 98  |                                                            | Fujii Hirohisa                                     | Nội các Hosokawa                                                                      | 9 tháng 8 năm 1993 - 28 tháng 4 năm 1994    | Đảng Tân sinh                                                    |
| 99  | Nội các Hata                                               | Fujii Hirohisa                                     | 28 tháng 4 năm 1994 - 30 tháng 6 năm 1994                                             |                                             | Đảng Tân sinh                                                    |
| 100 |                                                            | Takemura Masayoshi                                 | Nội các Murayama - Cải tổ                                                             | 30 tháng 6 năm 1994 - 11 tháng 1 năm 1996   | Tân Đảng Sakigake                                                |
| 101 |                                                            | Kubo Wataru                                        | Nội các Hashimoto lần 1                                                               | 11 tháng 1 năm 1996 - 7 tháng 11 năm 1996   | Tham Nghị viện Nghị sĩ Đảng Dân chủ Xã hội → Đảng Xã hội Dân chủ |
| 102 |                                                            | Mitsuzuka Hiroshi                                  | Nội các Hashimoto lần 2 - Cải tổ                                                      | 7 tháng 11 năm 1996 - 28 tháng 1 năm 1998   | Đảng Dân chủ Tự do                                               |
| 103 |                                                            | Hashimoto Ryūtarō (kiêm nhiệm cùng chức Thủ tướng) | Nội các Hashimoto lần 2 - Cải tổ                                                      | 28 tháng 1 năm 1998 - 30 tháng 1 năm 1998   | Đảng Dân chủ Tự do                                               |
| 104 |                                                            | Matsunaga Hikaru                                   | Nội các Hashimoto lần 2 - Cải tổ                                                      | 30 tháng 1 năm 1998 - 30 tháng 7 năm 1998   | Đảng Dân chủ Tự do                                               |
| 105 |                                                            | Miyazawa Kiichi                                    | Nội các Obuchi - Cải tổ lần 1 - Cải tổ lần 2                                          | 30 tháng 7 năm 1998 - 5 tháng 4 năm 2000    | Đảng Dân chủ Tự do                                               |
| 106 | Nội các Mori lần 1                                         | Miyazawa Kiichi                                    | 5 tháng 4 năm 2000 - 4 tháng 7 năm 2000                                               |                                             | Đảng Dân chủ Tự do                                               |
| 107 | Nội các Mori lần 2 - Cải tổ (trước khi tổ chức lại các bộ) | Miyazawa Kiichi                                    | 4 tháng 7 năm 2000 - 6 tháng 1 năm 2001                                               |                                             | Đảng Dân chủ Tự do                                               |

### Bộ trưởng Tài chính (財務大臣 - Sau khi tổ chức lại các bộ hành chính)
| TT | Bộ trưởng Tài chính                                            | Bộ trưởng Tài chính | Nội các | Nhiệm kỳ | Đảng               |
| -- | -------------------------------------------------------------- | ------------------- | --- | --- | ------------------ |
| 1  |                                                                | Miyazawa Kiichi     | Nội các Mori lần 2 Cải tổ (sau khi tổ chức lại các bộ) | 6 tháng 1 năm 2001 - 26 tháng 4 năm 2001 | Đảng Dân chủ Tự do |
| 2  |                                                                | Shiokawa Seijūrō    | Nội các Koizumi lần 1 - Cải tổ lần 1 | 26 tháng 4 năm 2001 - 22 tháng 9 năm 2003 | Đảng Dân chủ Tự do |
| 3  |                                                                | Tanigaki Sadakazu   | Nội các Koizumi lần 1 - Cải tổ lần 2 | 22 tháng 9 năm 2003 - 19 tháng 11 năm 2003 | Đảng Dân chủ Tự do |
| 4  | Nội các Koizumi lần 2 - Cải tổ                                 | Tanigaki Sadakazu   | 19 tháng 11 năm 2003 - 21 tháng 9 năm 2005 | | Đảng Dân chủ Tự do |
| 5  | Nội các Koizumi lần 3 - Cải tổ                                 | Tanigaki Sadakazu   | 21 tháng 9 năm 2005 - 26 tháng 9 năm 2006 | | Đảng Dân chủ Tự do |
| 6  |                                                                | Omi Kōji            | Nội các Abe lần 1 | 26 tháng 9 năm 2006 - 27 tháng 8 năm 2007 | Đảng Dân chủ Tự do |
| 7  |                                                                | Nukaga Fukushirō    | Nội các Abe lần 1 - Cải tổ | 27 tháng 8 năm 2007 - 26 tháng 9 năm 2007 | Đảng Dân chủ Tự do |
| 8  | Nội các Fukuda Yasuo                                           | Nukaga Fukushirō    | 26 tháng 9 năm 2007 - 2 tháng 8 năm 2008 | | Đảng Dân chủ Tự do |
| 9  |                                                                | Ibuki Bunmei        | Nội các Fukuda Yasuo - Cải tổ | 2 tháng 8 năm 2008 - 24 tháng 9 năm 2008 | Đảng Dân chủ Tự do |
| 10 |                                                                | Nakagawa Shōichi    | Nội các Asō | 24 tháng 9 năm 2008 - 17 tháng 2 năm 2009 Kiêm nhiệm Bộ trưởng Nhà nước về các Nhiệm vụ Đặc biệt, Văn phòng Nội các (Bộ trưởng Dịch vụ Tài chính)                                                       | Đảng Dân chủ Tự do |
| 11 |                                                                | Yosano Kaoru        | Nội các Asō | 17 tháng 2 năm 2009 - 16 tháng 9 năm 2009 Kiêm nhiệm Bộ trưởng Nhà nước về các Nhiệm vụ Đặc biệt, Văn phòng Nội các (Bộ trưởng Dịch vụ Tài chính, Bộ trưởng Nhà nước về Chính sách Kinh tế và Tài khóa) | Đảng Dân chủ Tự do |
| 12 |                                                                | Fujii Hirohisa      | Nội các Hatoyama Yukio | 16 tháng 9 năm 2009 - 7 tháng 1 năm 2010 | Đảng Dân chủ       |
| 13 |                                                                | Kan Naoto           | Nội các Hatoyama Yukio | 7 tháng 1 năm 2010 - 8 tháng 6 năm 2010 Kiêm nhiệm Phó Thủ tướng, Bộ trưởng Nhà nước về các Nhiệm vụ Đặc biệt, Văn phòng Nội các (Bộ trưởng Nhà nước về Chính sách Kinh tế và Tài khóa)                 | Đảng Dân chủ       |
| 14 |                                                                | Noda Yoshihiko      | Nội các Kan - Cải tổ lần 1 - Cải tổ lần 2 | 8 Tháng 6 năm 2010 - 2 tháng 9 năm 2011 | Đảng Dân chủ       |
| 15 |                                                                | Azumi Jun           | Nội các Noda - Cải tổ lần 1 - Cải tổ lần 2 | 2 tháng 9 năm 2011 - 1 tháng 10 năm 2012 Kiêm nhiệm Bộ trưởng Nhà nước về các Nhiệm vụ Đặc biệt, Văn phòng Nội các (Bộ trưởng Dịch vụ Tài chính) Đồng giữ chức: 10 tháng 9 năm 2012                     | Đảng Dân chủ       |
| 16 |                                                                | Jōjima Kōriki       | Nội các Noda - Cải tổ lần 3 | 1 tháng 10 năm 2012 - 26 tháng 12 năm 2012 | Đảng Dân chủ       |
| 17 |                                                                | Asō Tarō            | Nội các Abe lần 2 - Cải tổ | 26 tháng 12 năm 2012 - 24 tháng 12 năm 2014 Kiêm nhiệm Phó Thủ tướng, Bộ trưởng Nhà nước về các Nhiệm vụ Đặc biệt, Văn phòng Nội các (Bộ trưởng Dịch vụ Tài chính)                                      | Đảng Dân chủ Tự do |
| 18 | Nội các Abe lần 3 - Cải tổ lần 1 - Cải tổ lần 2 - Cải tổ lần 3 | Asō Tarō            | 24 tháng 12 năm 2014 -1 tháng 11 năm 2017 Kiêm nhiệm Phó Thủ tướng, Bộ trưởng Nhà nước về các Nhiệm vụ Đặc biệt, Văn phòng Nội các (Bộ trưởng Dịch vụ Tài chính) | | Đảng Dân chủ Tự do |
| 19 | Nội các Abe lần 4 - Cải tổ lần 1 - Cải tổ lần 2                | Asō Tarō            | 1 tháng 11 năm 2017 - 16 tháng 9 năm 2020 Kiêm nhiệm Phó Thủ tướng, Bộ trưởng Nhà nước về các Nhiệm vụ Đặc biệt, Văn phòng Nội các (Bộ trưởng Dịch vụ Tài chính) | | Đảng Dân chủ Tự do |
| 20 | Nội các Suga                                                   | Asō Tarō            | 16 tháng 9 năm 2020 - 4 tháng 10 năm 2021 Kiêm nhiệm Phó Thủ tướng, Bộ trưởng Nhà nước về các Nhiệm vụ Đặc biệt, Văn phòng Nội các (Bộ trưởng Dịch vụ Tài chính) | | Đảng Dân chủ Tự do |
| 21 |                                                                | Suzuki Shunichi     | Nội các Kishida lần 1 | 4 tháng 10 năm 2021 - 10 tháng 11 năm 2021 Kiêm nhiệm Bộ trưởng Nhà nước về các Nhiệm vụ Đặc biệt, Văn phòng Nội các (Bộ trưởng Dịch vụ Tài chính)                                                      | Đảng Dân chủ Tự do |
| 22 | Nội các Kishida lần 2 - Cải tổ lần 1 - Cải tổ lần 2            | Suzuki Shunichi     | 10 tháng 11 năm 2021 - 1 tháng 10 năm 2024 Kiêm nhiệm Bộ trưởng Nhà nước về các Nhiệm vụ Đặc biệt, Văn phòng Nội các (Bộ trưởng Dịch vụ Tài chính)               | | Đảng Dân chủ Tự do |
| 23 |                                                                | Katō Katsunobu      | Nội các Ishiba lần 1 | 1 tháng 10 năm 2024 - 11 tháng 11 năm 2024 Kiêm nhiệm Bộ trưởng Nhà nước về các Nhiệm vụ Đặc biệt, Văn phòng Nội các (Bộ trưởng Dịch vụ Tài chính)                                                      | Đảng Dân chủ Tự do |
| 24 | Nội các Ishiba lần 2                                           | Katō Katsunobu      | 11 tháng 11 năm 2024 - đương nhiệm Kiêm nhiệm Bộ trưởng Nhà nước về các Nhiệm vụ Đặc biệt, Văn phòng Nội các (Bộ trưởng Dịch vụ Tài chính)                       | | Đảng Dân chủ Tự do |